# محوطه شاهرخ‌آباد ۲
محوطه شاهرخ‌آباد ۲ مربوط به هزاره ۵ و ۴ قبل از میلاد - دوره اشکانیان است و در شهرستان کرمانشاه، بخش مرکزی، ۲۰۰ متری غرب روستای شاهرخ‌آباد واقع شده و این اثر در تاریخ ۷ خرداد ۱۳۸۷ با شمارهٔ ثبت ۲۲۸۳۷ به‌عنوان یکی از آثار ملی ایران به ثبت رسیده است.